# Santiago (barco de 1551)

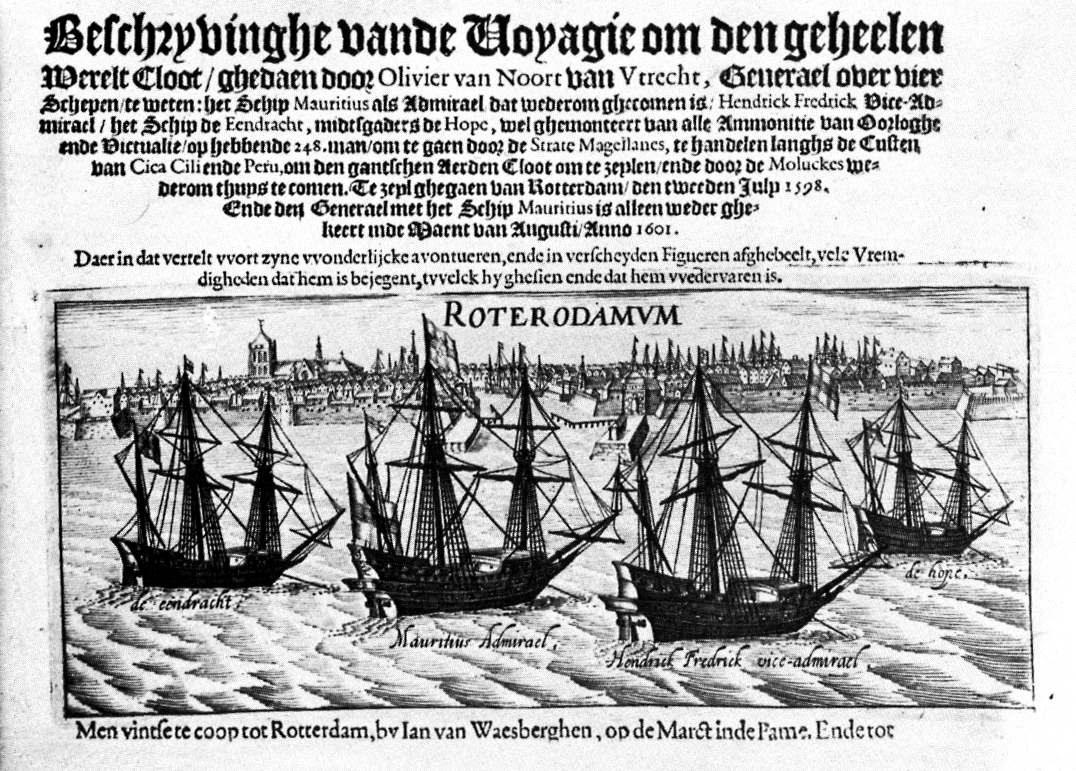
Ejemplo de urcas pertenecientes a la flota holandesa del pirata Olivier van Noort.

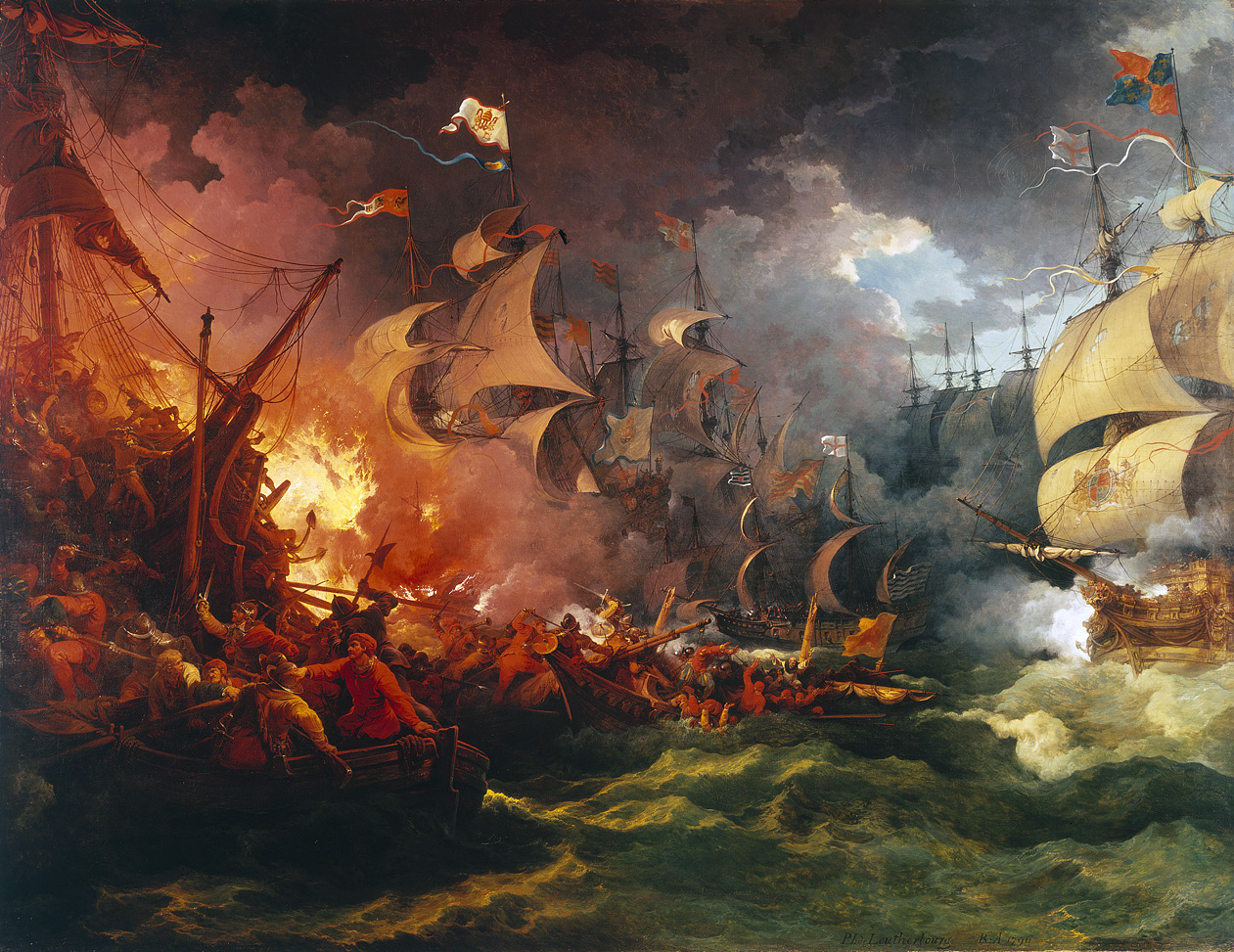
Derrota de la armada invencible, pintura de Philippe-Jacques de Loutherbourg (1796).

La Santiago era un barco de suministro de la Armada española que participó en la Armada Invencible y que naufragó al sur de las costas de Bergen, en Noruega, en 1588. Fue construido en 1551, probablemente en Flandes y, a los 37 años, era uno de los barcos más antiguos de la Armada. Era una urca, una embarcación similar a la fragata pero dotada y usada para el transporte de mercancías, que frecuentaba las rutas comerciales entre el norte y el sur de Europa. Las autoridades españolas tomaron potestad de la Santiago en 1587 mientras estaba en el puerto de Sanlúcar de Barrameda y la pusieron en servicio para la planeada invasión de Inglaterra por la Armada.
Llevaba una variedad de suministros y armamento, entre artillería, 24 mulas de carga, pólvora, mosquetes, herraduras, clavos de herradura, bisagras, barras de vagones, bandas de barriles, planchas de hierro, barras de plomo y 19 cañones. Tenía capacidad para 116 marineros, capacidad máxima con la que navegó en julio de 1588 para dirigirse hacia el Canal de la Mancha. La tripulación estaba compuesta por 33 marineros y oficiales (civiles), 16 mozos, 3 artilleros, 32 soldados españoles y 32 mujeres, esposas de los respectivos soldados. Este arreglo inusual le dio a la Santiago el apodo de "barco de las mujeres".
Cuatro personas tenían la responsabilidad del barco y las personas a bordo. El capitán era Nicolás de Juan de Aragón, siendo su segundo de a bordo Simón Unique. Alonso de Olmos tenía al mando de los soldados españoles. Diego de la Nava tenía el mando de los hombres que operaban la artillería y cuidaban las mulas.
Después de perder una serie de batallas con la flota inglesa, la Armada escapó navegando hacia el norte entre Inglaterra y Noruega. Planeaban navegar por el extremo norte de las islas británicas, hacia el océano Atlántico y luego hacia el sur, de nuevo hacia España.
En condiciones meteorológicas adversas, con fuertes vientos en contra, sin suministro y fugas, la Santiago finalmente giró hacia el este y corrió con el viento hacia Noruega. Llegaron a tierra el 18 de septiembre de 1588 cerca de Skudeneshavn y recogieron a un hombre local que accedió a guiarlos hacia el norte, hasta a Bergen. Mientras navegaban por la costa, se encontraron con otra fuerte tormenta. Con más fugas, naufragaron cerca de Mosterhamn.
Todos sobrevivieron al naufragio. Después de unos meses de estadía en varios lugares en el área de Bergen, la mayoría de la tripulación navegó en un barco alemán hacia Hamburgo pero naufragó nuevamente cerca de Halmstad (Suecia). Luego viajaron principalmente por tierra a Buxtehude, cerca de Hamburgo, donde pidieron que los liberaran para encontrar el camino a casa.